# 艾埃
艾埃（法語：Hayes）是法国摩泽尔省的一个市镇，属于梅斯康帕涅区（Metz-Campagne）维吉县（Vigy）。该市镇总面积11.99平方公里，2009年时的人口为224人。

## 人口
艾埃人口变化图示